# 東海愛知新聞
東海愛知新聞（とうかいあいちしんぶん）は、愛知県岡崎市に本社を置く新聞（地方紙）。西三河地方を取材対象区域とし、岡崎市内で発行されている。

## 概要
朝刊単体の発行。ページ数は4ページ。発行部数は約10,000部。休刊日は月曜、祝日の翌日。
額田郡男川村大平（現在の岡崎市大平町）出身の画家で青紅社（現在の株式会社セイコー社）創立者の服部臣宏が題字をデザインした。
FMおかざきのサイト内に記事の一部が掲載されている。

## 沿革

### 東海新聞（1945年 - 1977年）
- 1945年（昭和20年）12月25日 - 岡崎市元能見町188番地の民家で『東海新聞』が創刊。初代社長は黒柳章、主幹編集長は榊原金之助[5][6]。
- 1948年（昭和23年） - 東海新聞社の社屋が伝馬通1丁目に移転。
- 1972年（昭和47年）12月5日 - 榊原金之助が東海新聞社の社長を退任。翌日、清水勉が社長に就任した。
- 1973年（昭和48年）5月 - 東海新聞社の社屋が明大寺町折戸（現在の南明大寺町[注 2]）に移転。

### 三河タイムス / 愛知新聞（1947年 - 1977年）
- 1947年（昭和22年）8月 - 内田喜久らが週刊新聞『三河タイムス』を創刊[7]。
- 1952年（昭和27年）5月10日 - 内田は『三河タイムス』を日刊紙にするため、旧康生町（現・康生通東1丁目）に株式会社愛知新聞社を設立[7][6]。
- 1952年（昭和27年）11月11日 - 『愛知新聞』第1号を発行[7]。

### 東海愛知新聞（1977年 - ）
- 1977年（昭和52年）1月19日 - 東海愛知新聞社の設立株主総会および取締役会が開催され、東海新聞と愛知新聞の合併が決定する。本社は東海新聞社の所在地とされ、代表取締役社長には内田喜久が就任した[8]。
- 1977年（昭和52年）1月29日 - 『東海新聞』と『愛知新聞』が終刊。
- 1977年（昭和52年）2月1日 - 『東海愛知新聞』創刊。
- 1992年（平成4年）11月15日 - 最後の活版印刷の号を発行[9]。
- 2010年（平成22年）3月 - マスコットキャラクターの「てんかくん」が誕生。本紙の4コマ漫画などで活躍。
- 2012年（平成24年）4月14日 - 創刊20,000号達成。
- 2013年（平成25年）10月 - 「てんかくん」の着ぐるみ版が完成[10]。

## 本社
- 〒444-0852：愛知県岡崎市南明大寺町12番地8

## ギャラリー
- 東海新聞初代編集長、榊原金之助
- 愛知新聞初代社長、内田喜久
- 『東海新聞』1965年4月11日号
- 『愛知新聞』1959年3月25日号